# Empas
Empas (hangul: 엠파스) là một trang công cụ tìm kiếm internet và cổng thông tin điện tử ở Hàn Quốc. Dịch vụ được phát hành vào năm 1998 bởi Công ty Tri thức (지식발전소), đã được đổi tên thành Empas Corporation vào năm 2004. Tên Empas bao gồm e-media và compass.
Trước khi sáp nhập với Nate vào năm 2009, Empas là một trong những trang web tìm kiếm nổi tiếng của Hàn Quốc, và cạnh trang với Yahoo! Korea, Daum, Nate, và Naver. Empas là trang web phổ biến thứ hai từ năm 2000 đến năm 2001, bởi chế độ xem độc đáo, và hạng nhất thuộc về Yahoo! Korea. Kể từ khi Naver thống trị vào năm 2003, tuy nhiên, thị phần của Empas đã giảm, vào cuối năm 2005, nó đã rớt hạng xuống vị trí thứ năm trên tổng bảng xếp hạng trang web Hàn Quốc. Vào năm 2006, nhằm kiểm tra tính cạnh tranh mở rộng của Naver, SK Communications (đồng sở hữu trang mạng xã hội phổ biến của Hàn Quốc - Cyworld) mua lại Empas vào ngày 19 tháng 10 năm 2006.

## Liên kết
- Nate, successor to Empas
- SK Communications, Inc.